# Smilax schomburgkiana
Smilax schomburgkiana är en enhjärtbladig växtart som beskrevs av Carl Sigismund Kunth. Smilax schomburgkiana ingår i släktet Smilax och familjen Smilacaceae. Inga underarter finns listade.